# Ty est'...
Ty est'... (Ты есть…) è un film del 1993 diretto da Vladimir Makeranec.

## Trama
Il film racconta di una donna Anna, il cui marito è morto, e suo figlio è diventato il significato della sua vita. All'improvviso porta a casa la bella ragazza Ira e dice che si sono sposati, il che rende Anna gelosa e teme di perderlo. Gli amanti escono di casa, lasciando Anna da sola.